# Murodjon Khalmuratov
Murodjon Iuldaixevitx Khalmuratov (en rus Муроджон Юлдашевич Халмуратов; en uzbek Murodjon Yo‘ldashevich Xolmuratov) (11 de juny de 1982), és un ciclista uzbek professional des del 2008 i actualment a les files de l'equip Tashkent City Professional.
En el seu palmarès destaquen diversos campionats nacionals i d'Àsia, tant en ruta com en contrarellotge.

## Palmarès
- 2011
  -  Campió de l'Uzbekistan en contrarellotge
  - 1r a la Volta a la Xina
- 2012
  -  Campió de l'Uzbekistan en contrarellotge
  - Vencedor d'una etapa al Tour de Tailàndia
- 2013
  - Campió d'Àsia en ruta
  - Campió d'Àsia en contrarellotge
  -  Campió de l'Uzbekistan en ruta
  -  Campió de l'Uzbekistan en contrarellotge
- 2014
  -  Campió de l'Uzbekistan en contrarellotge
- 2015
  -  Campió de l'Uzbekistan en contrarellotge
- 2016
  -  Campió de l'Uzbekistan en contrarellotge
- 2017
  -  Campió de l'Uzbekistan en contrarellotge
- 2019
  -  Campió de l'Uzbekistan en ruta
  -  Campió de l'Uzbekistan en contrarellotge
- 2020
  -  Campió de l'Uzbekistan en ruta
  -  Campió de l'Uzbekistan en contrarellotge
- 2023
  - Vencedor d'una etapa al Tour de Yiğido